# Calcutta Cup

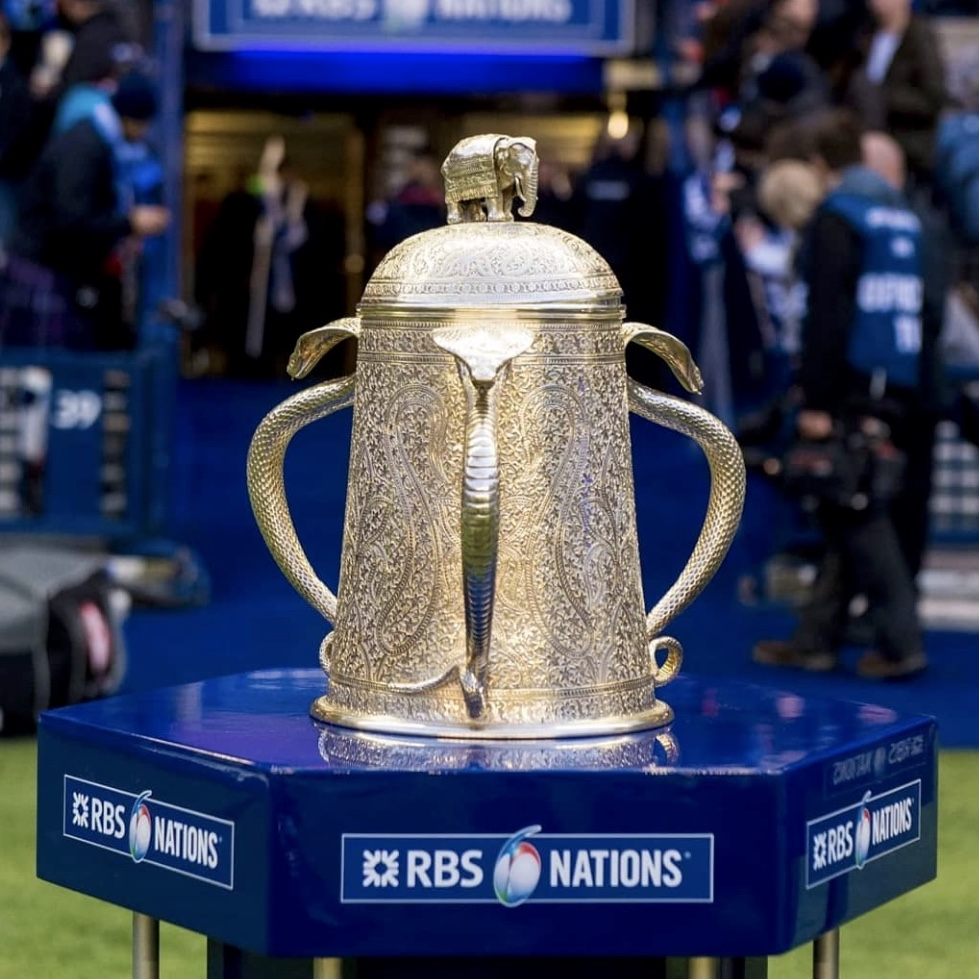

Calcutta Cup (pl. „Puchar Kalkuty”) – trofeum sportowe w rugby union przyznawane zwycięzcy meczu pomiędzy zespołami Anglii i Szkocji w trakcie trwania Pucharu Sześciu Narodów. Rywalizacja o Calcutta Cup pomiędzy tymi dwiema drużynami jest jedną z najbardziej znanych w sporcie.

## Historia
Początki rywalizacji sięgają 1872, kiedy to w Boże Narodzenie w Kalkucie w Indiach rozegrano mecz rugby pomiędzy 20 reprezentantami Anglii a 20 zawodnikami reprezentującymi Szkocję, Walię i Irlandię. Mecz okazał się takim sukcesem, że powtórzono go tydzień później. Na fali nowo powstałej popularności rugby w Indiach w styczniu 1873 powstał Calcutta Football Club. W 1874 klub dołączył do Rugby Football Union (RFU).
Pierwsza fala entuzjazmu w Indiach dla nowej gry wkrótce jednak opadła; inne dyscypliny, takie jak tenis czy polo, stały się bardziej popularne. Do klubu przestali napływać nowi członkowie, z miasta wyjechał również pułk brytyjskiej armii. Postanowiono rozwiązać klub, jednak żeby zachować pamięć o nim, ufundowano puchar. Powstał on po przetopieniu 270 srebrnych rupii, które należały do funduszy klubu. Został przekazany RFU w 1878 z myślą, że trofeum będzie nagrodą w rozgrywkach klubowych, stworzonych na wzór FA Cup. RFU było jednak niechętne temu pomysłowi, obawiając się, że zaszkodzi on etosowi sportu amatorskiego. Postanowiono, że Calcutta Cup będzie przyznawane zwycięzcy rozgrywek międzynarodowych. W tym czasie tylko Anglia, Szkocja i Irlandia miała swoje drużyny narodowe, przy czym ta ostatnia nie miała wielkich osiągnięć. Ostatecznie postanowiono, że Calcutta Cup otrzyma zwycięzca corocznego meczu pomiędzy zespołami Anglii i Szkocji.
Pierwszy mecz został rozegrany 10 marca 1879 na Raeburn Place w Edynburgu i zakończył się remisem. W następnym roku, 28 lutego, Anglia pokonała Szkocję w Manchesterze i stała się pierwszym posiadaczem pucharu. Od tej pory oba zespoły spotykały się wielokrotnie. Dwie z tych potyczek nie były wliczane do walki o Calcutta Cup – Centenary Match („mecz stulecia”), 27 marca 1971 (Szkocja wygrała wtedy 26:6), oraz półfinał Pucharu Świata w 1991 (Anglia wygrała 9:6). Oba mecze były rozgrywane na Murrayfield.

## Puchar
Puchar mierzy w przybliżeniu 45 cm wysokości (18 cali). Trzy rączki są uformowane w kształcie kobr. Na wieku znajduje się figurka słonia. Inskrypcja na drewnianej podstawie głosi:
| THE CALCUTTA CUP PRESENTED TO THE RUGBY FOOTBALL UNION BY THE CALCUTTA FOOTBALL CLUB AS AN INTERNATIONAL CHALLENGE CUP TO BE PLAYED FOR ANNUALLY BY ENGLAND AND SCOTLAND 1878 |

Na dodatkowych tabliczkach przytwierdzonych do podstawy wyszczególnione są daty poszczególnych meczów, zwycięskie drużyny oraz nazwiska obu kapitanów.
W 1988 puchar został uszkodzony. Po imprezie celebrującej wygraną Anglii nad Szkocją (6:9 na Murrayfield), dwóch rugbystów obu drużyn, Anglik Dean Richards oraz Szkot John Jeffrey, będąc pod wpływem alkoholu, zabawiało się pucharem, grając nim w piłkę nożną na ulicy Princes Street w Edynburgu. Po tym wydarzeniu Jeffrey został zawieszony na 6 miesięcy, a Richards na 1 mecz.

## Zwycięzcy
| Anglia  | 71 | 1880, 1883, 1884, 1890, 1892, 1897, 1902, 1906, 1910, 1911, 1913, 1914, 1920, 1921, 1922, 1923, 1924, 1928, 1932, 1934, 1936, 1937, 1939, 1947, 1949, 1951, 1952, 1953, 1954, 1955, 1956, 1957, 1960, 1961, 1963, 1967, 1968, 1969, 1973, 1975, 1977, 1978, 1980, 1981, 1985, 1987, 1988, 1991, 1992, 1993, 1994, 1995, 1996, 1997, 1998, 1999, 2001, 2002, 2003, 2004, 2005, 2007, 2009, 2011, 2012, 2013, 2014, 2015, 2016, 2017, 2020 |
| Szkocja | 41 | 1882, 1891, 1893, 1894, 1895, 1896, 1899, 1901, 1903, 1904, 1905, 1907, 1908, 1909, 1912, 1925, 1926, 1927, 1929, 1931, 1933, 1935, 1938, 1948, 1950, 1964, 1966, 1970, 1971, 1972, 1974, 1976, 1983, 1984, 1986, 1990, 2000, 2006, 2008, 2018, 2021 |

## Rezultaty
| Rok  | Zwycięzca | Gospodarz | Wynik         | Gość    | Data        | Stadion                   |
| ---- | --------- | --------- | ------------- | ------- | ----------- | ------------------------- |
| 1879 | —         | Szkocja   | 1:1           | Anglia  | 10 marca    | Raeburn Place, Edynburg   |
| 1880 | Anglia    | Anglia    | 2:1           | Szkocja | 28 lutego   | Whalley Range, Manchester |
| 1881 | —         | Szkocja   | 1:1           | Anglia  | 19 marca    | Raeburn Place, Edynburg   |
| 1882 | Szkocja   | Anglia    | (0P) 0:0 (2P) | Szkocja | 4 marca     | Whalley Range, Manchester |
| 1883 | Anglia    | Szkocja   | (1P) 0:0 (2P) | Anglia  | 3 marca     | Raeburn Place, Edynburg   |
| 1884 | Anglia    | Anglia    | 1:0           | Szkocja | 1 marca     | Rectory Field, Londyn     |
| 1886 | —         | Szkocja   | 0:0           | Anglia  | 13 marca    | Raeburn Place, Edynburg   |
| 1887 | —         | Anglia    | (1P) 0:0 (1P) | Szkocja | 5 marca     | Whalley Range, Manchester |
| 1890 | Anglia    | Szkocja   | 0:1           | Anglia  | 1 marca     | Raeburn Place, Edynburg   |
| 1891 | Szkocja   | Anglia    | 3:9           | Szkocja | 7 marca     | Richmond, Londyn          |
| 1892 | Anglia    | Szkocja   | 0:5           | Anglia  | 5 marca     | Raeburn Place, Edynburg   |
| 1893 | Szkocja   | Anglia    | 0:8           | Szkocja | 4 marca     | Headingley, Leeds         |
| 1894 | Szkocja   | Szkocja   | 6:0           | Anglia  | 17 marca    | Raeburn Place, Edynburg   |
| 1895 | Szkocja   | Anglia    | 3:6           | Szkocja | 9 marca     | Richmond, Londyn          |
| 1896 | Szkocja   | Szkocja   | 11:0          | Anglia  | 14 marca    | Hampden Park, Glasgow     |
| 1897 | Anglia    | Anglia    | 8:3           | Szkocja | 13 marca    | Headingley, Leeds         |
| 1898 | —         | Szkocja   | 3:3           | Anglia  | 14 marca    | Powderhall, Edynburg      |
| 1899 | Szkocja   | Anglia    | 0:5           | Szkocja | 11 marca    | Rectory Field, Londyn     |
| 1900 | —         | Szkocja   | 0:0           | Anglia  | 10 marca    | Inverleith, Edynburg      |
| 1901 | Szkocja   | Anglia    | 3:18          | Szkocja | 9 marca     | Rectory Field, Londyn     |
| 1902 | Anglia    | Szkocja   | 3:6           | Anglia  | 15 marca    | Inverleith, Edynburg      |
| 1903 | Szkocja   | Anglia    | 6:10          | Szkocja | 21 marca    | Richmond, Londyn          |
| 1904 | Szkocja   | Szkocja   | 6:3           | Anglia  | 19 marca    | Inverleith, Edynburg      |
| 1905 | Szkocja   | Anglia    | 0:8           | Szkocja | 18 marca    | Richmond, Londyn          |
| 1906 | Anglia    | Szkocja   | 3:9           | Anglia  | 17 marca    | Inverleith, Edynburg      |
| 1907 | Szkocja   | Anglia    | 3:8           | Szkocja | 16 marca    | Rectory Field, Londyn     |
| 1908 | Szkocja   | Szkocja   | 16:10         | Anglia  | 21 marca    | Inverleith, Edynburg      |
| 1909 | Szkocja   | Anglia    | 8:18          | Szkocja | 20 marca    | Richmond, Londyn          |
| 1910 | Anglia    | Szkocja   | 5:14          | Anglia  | 19 marca    | Inverleith, Edynburg      |
| 1911 | Anglia    | Anglia    | 13:8          | Szkocja | 18 marca    | Twickenham, Londyn        |
| 1912 | Szkocja   | Szkocja   | 8:3           | Anglia  | 16 marca    | Inverleith, Edynburg      |
| 1913 | Anglia    | Anglia    | 3:0           | Szkocja | 15 marca    | Twickenham, Londyn        |
| 1914 | Anglia    | Szkocja   | 15:16         | Anglia  | 21 marca    | Inverleith, Edynburg      |
| 1920 | Anglia    | Anglia    | 13:4          | Szkocja | 20 marca    | Twickenham, Londyn        |
| 1921 | Anglia    | Szkocja   | 0:18          | Anglia  | 19 marca    | Inverleith, Edynburg      |
| 1922 | Anglia    | Anglia    | 11:5          | Szkocja | 18 marca    | Twickenham, Londyn        |
| 1923 | Anglia    | Szkocja   | 6:8           | Anglia  | 17 marca    | Inverleith, Edynburg      |
| 1924 | Anglia    | Anglia    | 19:0          | Szkocja | 15 marca    | Twickenham, Londyn        |
| 1925 | Szkocja   | Szkocja   | 14:11         | Anglia  | 21 marca    | Murrayfield, Edynburg     |
| 1926 | Szkocja   | Anglia    | 9:17          | Szkocja | 20 marca    | Twickenham, Londyn        |
| 1927 | Szkocja   | Szkocja   | 21:13         | Anglia  | 19 marca    | Murrayfield, Edynburg     |
| 1928 | Anglia    | Anglia    | 6:0           | Szkocja | 17 marca    | Twickenham, Londyn        |
| 1929 | Szkocja   | Szkocja   | 12:6          | Anglia  | 16 marca    | Murrayfield, Edynburg     |
| 1930 | —         | Anglia    | 0:0           | Szkocja | 15 marca    | Twickenham, Londyn        |
| 1931 | Szkocja   | Szkocja   | 28:19         | Anglia  | 21 marca    | Murrayfield, Edynburg     |
| 1932 | Anglia    | Anglia    | 16:3          | Szkocja | 19 marca    | Twickenham, Londyn        |
| 1933 | Szkocja   | Szkocja   | 3:0           | Anglia  | 18 marca    | Murrayfield, Edynburg     |
| 1934 | Anglia    | Anglia    | 6:3           | Szkocja | 17 marca    | Twickenham, Londyn        |
| 1935 | Szkocja   | Szkocja   | 10:7          | Anglia  | 16 marca    | Murrayfield, Edynburg     |
| 1936 | Anglia    | Anglia    | 9:8           | Szkocja | 21 marca    | Twickenham, Londyn        |
| 1937 | Anglia    | Szkocja   | 3:6           | Anglia  | 20 marca    | Murrayfield, Edynburg     |
| 1938 | Szkocja   | Anglia    | 16:21         | Szkocja | 19 marca    | Twickenham, Londyn        |
| 1939 | Anglia    | Szkocja   | 6:9           | Anglia  | 18 marca    | Murrayfield, Edynburg     |
| 1947 | Anglia    | Anglia    | 24:5          | Szkocja | 15 marca    | Twickenham, Londyn        |
| 1948 | Szkocja   | Szkocja   | 6:3           | Anglia  | 20 marca    | Murrayfield, Edynburg     |
| 1949 | Anglia    | Anglia    | 19:3          | Szkocja | 19 marca    | Twickenham, Londyn        |
| 1950 | Szkocja   | Szkocja   | 13:11         | Anglia  | 18 marca    | Murrayfield, Edynburg     |
| 1951 | Anglia    | Anglia    | 5:3           | Szkocja | 17 marca    | Twickenham, Londyn        |
| 1952 | Anglia    | Szkocja   | 3:19          | Anglia  | 15 marca    | Murrayfield, Edynburg     |
| 1953 | Anglia    | Anglia    | 26:8          | Szkocja | 21 marca    | Twickenham, Londyn        |
| 1954 | Anglia    | Szkocja   | 3:13          | Anglia  | 20 marca    | Murrayfield, Edynburg     |
| 1955 | Anglia    | Anglia    | 9:6           | Szkocja | 19 marca    | Twickenham, Londyn        |
| 1956 | Anglia    | Szkocja   | 6:11          | Anglia  | 17 marca    | Murrayfield, Edynburg     |
| 1957 | Anglia    | Anglia    | 16:3          | Szkocja | 16 marca    | Twickenham, Londyn        |
| 1958 | —         | Szkocja   | 3:3           | Anglia  | 15 marca    | Murrayfield, Edynburg     |
| 1959 | —         | Anglia    | 3:3           | Szkocja | 21 marca    | Twickenham, Londyn        |
| 1960 | Anglia    | Szkocja   | 12:21         | Anglia  | 19 marca    | Murrayfield, Edynburg     |
| 1961 | Anglia    | Anglia    | 6:0           | Szkocja | 18 marca    | Twickenham, Londyn        |
| 1962 | —         | Szkocja   | 3:3           | Anglia  | 17 marca    | Murrayfield, Edynburg     |
| 1963 | Anglia    | Anglia    | 10:8          | Szkocja | 16 marca    | Twickenham, Londyn        |
| 1964 | Szkocja   | Szkocja   | 15:6          | Anglia  | 21 marca    | Murrayfield, Edynburg     |
| 1965 | —         | Anglia    | 3:3           | Szkocja | 20 marca    | Twickenham, Londyn        |
| 1966 | Szkocja   | Szkocja   | 6:3           | Anglia  | 19 marca    | Murrayfield, Edynburg     |
| 1967 | Anglia    | Anglia    | 27:14         | Szkocja | 18 marca    | Twickenham, Londyn        |
| 1968 | Anglia    | Szkocja   | 6:8           | Anglia  | 16 marca    | Murrayfield, Edynburg     |
| 1969 | Anglia    | Anglia    | 8:3           | Szkocja | 15 marca    | Twickenham, Londyn        |
| 1970 | Szkocja   | Szkocja   | 14:5          | Anglia  | 21 marca    | Murrayfield, Edynburg     |
| 1971 | Szkocja   | Anglia    | 15:16         | Szkocja | 20 marca    | Twickenham, Londyn        |
| 1972 | Szkocja   | Szkocja   | 23:9          | Anglia  | 18 marca    | Murrayfield, Edynburg     |
| 1973 | Anglia    | Anglia    | 20:13         | Szkocja | 17 marca    | Twickenham, Londyn        |
| 1974 | Szkocja   | Szkocja   | 16:14         | Anglia  | 2 lutego    | Murrayfield, Edynburg     |
| 1975 | Anglia    | Anglia    | 7:6           | Szkocja | 15 marca    | Twickenham, Londyn        |
| 1976 | Szkocja   | Szkocja   | 22:12         | Anglia  | 21 lutego   | Murrayfield, Edynburg     |
| 1977 | Anglia    | Anglia    | 26:6          | Szkocja | 15 stycznia | Twickenham, Londyn        |
| 1978 | Anglia    | Szkocja   | 0:15          | Anglia  | 4 marca     | Murrayfield, Edynburg     |
| 1979 | —         | Anglia    | 7:7           | Szkocja | 3 lutego    | Twickenham, Londyn        |
| 1980 | Anglia    | Szkocja   | 18:30         | Anglia  | 15 marca    | Murrayfield, Edynburg     |
| 1981 | Anglia    | Anglia    | 23:17         | Szkocja | 21 lutego   | Twickenham, Londyn        |
| 1982 | —         | Szkocja   | 9:9           | Anglia  | 16 stycznia | Murrayfield, Edynburg     |
| 1983 | Szkocja   | Anglia    | 12:22         | Szkocja | 5 marca     | Twickenham, Londyn        |
| 1984 | Szkocja   | Szkocja   | 18:6          | Anglia  | 4 lutego    | Murrayfield, Edynburg     |
| 1985 | Anglia    | Anglia    | 10:7          | Szkocja | 16 marca    | Twickenham, Londyn        |
| 1986 | Szkocja   | Szkocja   | 33:6          | Anglia  | 15 lutego   | Murrayfield, Edynburg     |
| 1987 | Anglia    | Anglia    | 21:12         | Szkocja | 4 kwietnia  | Twickenham, Londyn        |
| 1988 | Anglia    | Szkocja   | 6:9           | Anglia  | 5 marca     | Murrayfield, Edynburg     |
| 1989 | —         | Anglia    | 12:12         | Szkocja | 4 lutego    | Twickenham, Londyn        |
| 1990 | Szkocja   | Szkocja   | 13:7          | Anglia  | 17 marca    | Murrayfield, Edynburg     |
| 1991 | Anglia    | Anglia    | 21:12         | Szkocja | 16 lutego   | Twickenham, Londyn        |
| 1992 | Anglia    | Szkocja   | 7:25          | Anglia  | 18 stycznia | Murrayfield, Edynburg     |
| 1993 | Anglia    | Anglia    | 26:12         | Szkocja | 6 marca     | Twickenham, Londyn        |
| 1994 | Anglia    | Szkocja   | 14:15         | Anglia  | 5 lutego    | Murrayfield, Edynburg     |
| 1995 | Anglia    | Anglia    | 24:12         | Szkocja | 18 marca    | Twickenham, Londyn        |
| 1996 | Anglia    | Szkocja   | 9:18          | Anglia  | 2 marca     | Murrayfield, Edynburg     |
| 1997 | Anglia    | Anglia    | 41:13         | Szkocja | 1 lutego    | Twickenham, Londyn        |
| 1998 | Anglia    | Szkocja   | 20:34         | Anglia  | 22 marca    | Murrayfield, Edynburg     |
| 1999 | Anglia    | Anglia    | 24:21         | Szkocja | 20 lutego   | Twickenham, Londyn        |
| 2000 | Szkocja   | Szkocja   | 19:13         | Anglia  | 2 kwietnia  | Murrayfield, Edynburg     |
| 2001 | Anglia    | Anglia    | 43:3          | Szkocja | 3 marca     | Twickenham, Londyn        |
| 2002 | Anglia    | Szkocja   | 3:29          | Anglia  | 2 lutego    | Murrayfield, Edynburg     |
| 2003 | Anglia    | Anglia    | 40:9          | Szkocja | 22 marca    | Twickenham, Londyn        |
| 2004 | Anglia    | Szkocja   | 13:35         | Anglia  | 21 lutego   | Murrayfield, Edynburg     |
| 2005 | Anglia    | Anglia    | 43:22         | Szkocja | 19 marca    | Twickenham, Londyn        |
| 2006 | Szkocja   | Szkocja   | 18:12         | Anglia  | 25 lutego   | Murrayfield, Edynburg     |
| 2007 | Anglia    | Anglia    | 42:20         | Szkocja | 3 lutego    | Twickenham, Londyn        |
| 2008 | Szkocja   | Szkocja   | 15:9          | Anglia  | 8 marca     | Murrayfield, Edynburg     |
| 2009 | Anglia    | Anglia    | 26:12         | Szkocja | 21 marca    | Twickenham, Londyn        |
| 2010 | —         | Szkocja   | 15:15         | Anglia  | 13 marca    | Murrayfield, Edynburg     |
| 2011 | Anglia    | Anglia    | 22:16         | Szkocja | 13 marca    | Twickenham, Londyn        |
| 2012 | Anglia    | Szkocja   | 6:13          | Anglia  | 4 lutego    | Murrayfield, Edynburg     |
| 2013 | Anglia    | Anglia    | 38:18         | Szkocja | 2 lutego    | Twickenham, Londyn        |
| 2014 | Anglia    | Szkocja   | 0:20          | Anglia  | 8 lutego    | Murrayfield, Edynburg     |
| 2015 | Anglia    | Anglia    | 25:13         | Szkocja | 14 marca    | Twickenham, Londyn        |
| 2016 | Anglia    | Szkocja   | 9:15          | Anglia  | 6 lutego    | Murrayfield, Edynburg     |
| 2017 | Anglia    | Anglia    | 31:21         | Szkocja | 11 marca    | Twickenham, Londyn        |
| 2018 | Szkocja   | Szkocja   | 25:13         | Anglia  | 24 lutego   | Murrayfield, Edynburg     |
| 2019 | —         | Anglia    | 38:38         | Szkocja | 16 marca    | Twickenham, Londyn        |
| 2020 | Anglia    | Szkocja   | 6:13          | Anglia  | 8 lutego    | Murrayfield, Edynburg     |
| 2021 | Szkocja   | Anglia    | 6:11          | Szkocja | 6 lutego    | Twickenham, Londyn        |